# Quiina klugii
Quiina klugii là một loài thực vật có hoa trong họ Ochnaceae. Loài này được J.F.Macbr. miêu tả khoa học đầu tiên năm 1934.